# Walter Porzig
Walter Porzig (* 30. März 1895 in Ronneburg; † 14. Oktober 1961 in Mainz) war ein deutscher Sprachwissenschaftler. Er veröffentlichte vor allem zu indogermanistischen und linguistischen Themen.

## Leben
Walter Porzig wurde als Sohn des Reichsgerichtsrats Max Porzig geboren. Er besuchte von 1907 bis 1911 das Königin-Carola-Gymnasium in Leipzig. Nach seiner Teilnahme am Ersten Weltkrieg studierte Porzig in Jena, München und Leipzig Philologie. 1921 promovierte er bei Ferdinand Sommer an der Universität Jena. Das Thema seiner Dissertation lautete „Die syntaktische Funktion des Coniunctivus Imperfecus im Altlateinischen“.
1922 habilitierte er sich an der Universität Leipzig bei Wilhelm Streitberg mit dem Thema „Die Hypotaxe im Rigveda“, worin er u. a. auf schallanalytische Methoden von Eduard Sievers eingeht. Von 1922 bis 1925 war er Privatdozent an der Universität Jena. Zum 1. Oktober 1925 erhielt er eine Professur für vergleichende Sprachwissenschaft und Klassise Philologie an der Universität Bern. Zum 1. Januar 1934 trat er der NSDAP bei (Mitgliedsnummer 3.397.875) und wurde wegen nationalsozialistischer Aktivitäten entlassen.
Er tauschte 1935 seine Stelle mit seinem Lehrer Albert Debrunner an der Universität Jena. „Porzig war Leiter der Auslandsorganisation der NSDAP in Bern gewesen, Debrunner ein erklärter Gegner des Nationalsozialismus. Die Details dieses spektakulären Lehrstuhlwechsels sind bis heute nicht geklärt“. Ab 1941 war Porzig Professor an der Reichsuniversität Straßburg, er war aber meist in Norwegen militärisch eingesetzt. 1944 nach Jena abgeordnet, leitete er 1944/45 ein Volkssturmbataillon.
Von April 1945 bis Juli 1946 befand er sich in alliierten Internierungslagern. Ein Spruchkammerverfahren stufte ihn 1949 als Mitläufer ein. Porzig wurde 1951 Professor an der  Universität Mainz. Als früherer „aktiver Nationalsozialist“ gab es einem 2001 veröffentlichten Diskussionspapier zufolge „noch nicht einmal Anlass zu der Vermutung, er habe sich nach 1945 politisch grundsätzlich umorientiert“, wobei er zuvor aber „keine Sprachwissenschaft als politische Auftragsforschung“ betrieben hatte.
Porzigs Hauptwerk Das Wunder der Sprache über die Grundzüge der Sprachwissenschaft erschien 1950. Im Vorwort zur 5. Auflage spricht Heinz Rupp von einem „großartigen Wurf“. Das Buch erlebte bis 1993 neun Auflagen und wurde ins Spanische (v. Moralejo Lasso) und Türkische übersetzt.

## Schriften (Auswahl)
- Die syntaktische Funktion des Conjunktivus Imperfekti im Altlateinischen. Dissertation Jena 1921
- Illuyankas und Typhon. In: Kleinasiatische Forschungen Bd. 1.3 (1930), S. 379–386
- Die Namen für Satzinhalte im Griechischen und im Indogermanischen. Berlin 1942 (= Untersuchungen zur indogermanischen Sprach- und Kulturwissenschaft Band 10)
- Das Wunder der Sprache. Probleme, Methoden und Ergebnisse der modernen Sprachwissenschaft. München, Bern 1950 (= Sammlung Dalp Band 71)
- Die Gliederung des indogermanischen Sprachgebiets. Heidelberg 1954